# La Llosa de Camatxo
La Llosa de Camatxo és una població que constitueix una Entitat d'Àmbit Territorial Inferior al Municipi de la Vall de Pop, a la comarca de la Marina Alta (País Valencià).

## Geografia
La població se situa en una vall formada per la serra del Seguili i la del Castell de la Solana. La Serra del Seguili separa la Llosa de Camatxo dels municipis d'Orba i Benidoleig. La serra es divideix en dos en el seu extrem oriental: el Tossal Verd i la Lloma de la Borrega; entre ambdues formen el Barranc de la Parra. La Serra del Castell de la Solana forma frontera natural amb el terme municipal de Xaló. El vessant nord, anomenada Ombria, i el centre de la vall constitueixen la zona d'explotació agrícola de la població.
Tres barrancs naixen i corren el seu tram alt pel terme de la Llosa: el de la Font, que pertany a la conca del riu Xaló i que corre de nord-est a sud-oest, i els de la Parra i la Llosa que ho fan de sud-oest a nord-est. Tots ells romanen gran part de l'any secs pel règim de pluges de la regió. La riquesa hídrica que cal destacar la constitueixen les nombroses fonts naturals que brollen per diversos indrets de l'Ombria. Encara que el seu cabal és reduït, la qualitat de les seues aigües és excel·lent. Per aquesta última característica destaquen la Font del Xorret, a escassos 200 m del nucli urbà, la Font de la Coma, la Fonteta del Clot, la Font de l'Olivera i la del Racó, entre d'altres.

### Accés
S'hi accedeix per l'eixida 62 de l'autopista AP-7. S'hi arriba passant per Pedreguer i prenent la carretera CV-720.

## Història
Des de temps prehistòrics, la vall de la Llosa ha estat ocupada per l'home. Tres assentaments situats fora del terme, però a escassa distància, així ho testifiquen: la cova de les Meravelles, a Xaló; la del Randero, a Pedreguer; i, sobretot, la de les Calaveres, amb abundants mostres del Paleolític, a Benidoleig.
Passava per la vall el camí que unia Dénia amb les terres de l'interior a través del Pla de Petracos així com el camí que unia Dénia amb Calp, ports d'intercanvi cultural i comercial amb els fenicis, grecs, cartaginesos, romans i altres pobles de la Mediterrània. La Llosa va ser en un principi un lloc de descans dels carreters que feien aquestes rutes.
La primera referència escrita de la qual hi ha constància del terme Llosa (Glosa) és de 1267, en el document de cessió de l'alqueria que fa Jaume I el Conqueridor en favor d'en Pedro de Diego, el seu porter. Posteriorment va pertànyer a Berenguela Alonso, a Andreu de Puigvert, a Bernat de Sarrià, a l'Infant Pere, a n'Hug de Cardona, als Vilanova, a Pere de Castellví, als Serra i a Gaspar de Castellví.
En 1506, Joan Camatxo, mercader de Murla, va comprar l'alqueria de la Llosa.
Sebastià Camatxo I, ciutadà d'Oliva, notari i resident a València, va ampliar el terme del "lloc" de la Llosa amb la compra el 1557 a Francesc d'Àvila de l'alqueria de Beniatia "amb els seus límits (termes), terres, muntanyes, fonts". Sebastià Camatxo I va manar construir en el mateix lloc que ocupava l'antiga venda la casa senyorial. En morir en 1582 sense descendència, va passar el senyoriu a la seua esposa Àngela Martí que, el 1599, hi va renunciar en favor del seu nebot Alonso Camatxo, casat amb Gerònima Adell. Aquest va donar un gran impuls a la població de la Llosa i Beniatia, que de 14 cases que tenien el 1602 van passar a 24 el 1609. En aquesta data es va promulgar el decret d'expulsió dels moriscos, que van haver d'abandonar embarcant al port de Dénia amb destinació al nord d'Àfrica, la qual cosa va deixar ambdues poblacions deshabitades.
Anna Maria Camatxo Adell, filla dels anteriors senyors, es va casar en 1608 amb Hieroni Vall de Perez, qui es va encarregar de repoblar la Llosa amb colons d'altres llocs de la Marina als qui va concedir carta de poblament el 1624.

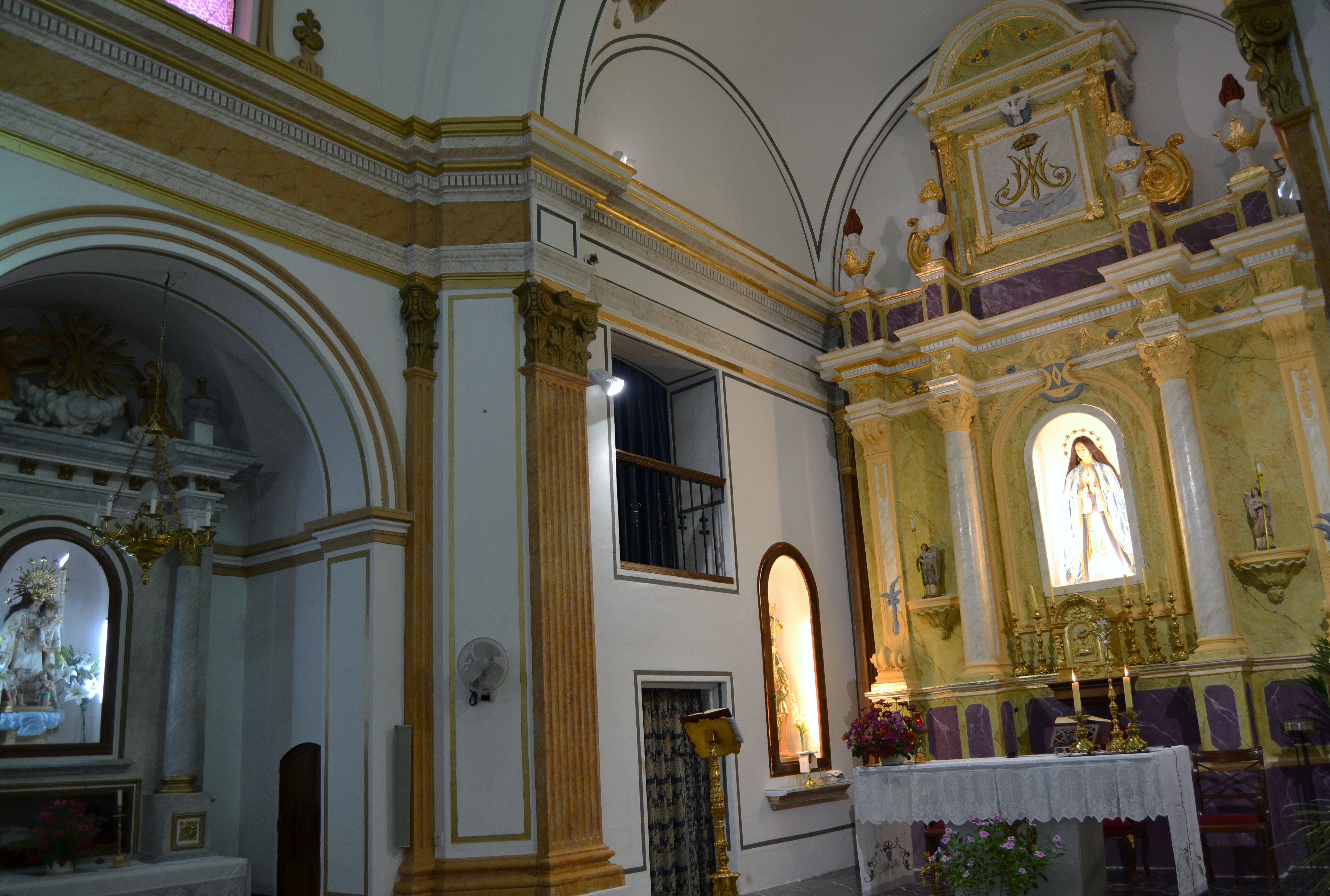
Interior de l'església de la Puríssima Concepció.

Sebastià Camatxo II i la seua dona, Teresa Claramunt, van viure pràcticament de continu a la Llosa, tenint ací als seus tres fills i morint en 1694 i 1715 respectivament. Cristobal Camatxo Claramunt, casat amb Vicenta Giberto, va fer construir una nova església sobre la petita capella que servia de cripta, inaugurant-la el 1749 i fundant una capellania el 1771 amb les obligacions que el capellà residís a la Llosa, celebrés missa diària i ensenyés a llegir i escriure als veïns. Va regentar per primera vegada aquesta capellania, el seu nebot, Josep Camatxo Álvaro. Roc Camatxo i Vicenta Bertomeu, tots dos naturals d'Oliva, traslladen la seua residència a la Llosa, enfrontant-se amb l'ajuntament del lloc que donava suport a la posició dels colons de no complir algunes de les obligacions estipulades en la carta pobla. Va morir el 1789. Li va succeir el seu fill, Ignaci Camatxo Bertomeu, natural d'Oliva, resident a València i casat amb Cecília Chaves, que va continuar amb el plet començat pel seu pare contra els veïns i arribant a una concòrdia amb ells el 1791.
L'ordre governativa que prohibia els enterraments a les esglésies va obligar a la construcció d'un cementeri que es va inaugurar el 1820.
Miguel Camatxo Chaves, natural de València i casat amb Maria Teresa Allende, es va traslladar a viure a la Llosa vivint els avatars de final de l'antic règim que va culminar amb l'abolició dels senyorius i la seua jurisdicció. Es va iniciar la venda progressiva de terres als colons que va acabar l'última baronessa Maria dels Desemparats Camatxo Salbert, en les últimes dècades del segle xix, amb la "venda, alliberament i redempció de les finques el domini major, drets, prestacions senyorials, cens i gravamen li corresponien".
El 4 de novembre del 1876 la Llosa va perdre la qualificació de municipi amb l'anul·lació del seu districte, que va quedar unit al d'Alcalalí.
El 1916 es va deixar d'enterrar en l'antic cementeri, que s'havia quedat petit i es va començar a utilitzar l'actual. El 1926 es va inaugurar el Grup Escolar. El 1962 es va construir el campanar que va substituir a l'antiga espadanya de l'església. El 1972 es va crear la parròquia de la Puríssima Concepció de la Llosa.
El 4 de novembre del 1992, es va formar l'AV "1r de Març", que va iniciar la tramitació per aconseguir que la Llosa es constituís com a Entitat Local Menor, cosa que es va aconseguir el 2 d'abril de 1996 per decret del Govern Valencià. El 21 de setembre del 1996, es va crear la Junta Gestora composta per Vicente Buigues Oltra, com a president, i Josefa Martínez Cantó i Joan Carles Mengual Taberner com a vocals. El 2003, es va inaugurar l'Ajuntament, la remodelació del cementeri i el seu accés. Després de les eleccions municipals espanyoles de 2011 fou elegit president Francisco Miguel Costa Llácer del Bloc Nacionalista Valencià-ICM-Compromís.